# Tarpit
Tarpit在计算机网络中是指一个服务或计算机系统，故意延迟响应收到的连接。用于防御计算机蠕虫与网络滥用。如用户程序扫描网段内的服务，但如果服务的延迟较大就不会去用它。
Tarpit原意是指能把动物陷入没顶之灾的沼泽地。 
Tom Liston开发了第一个tarpitting程序LaBrea.，可运行于一台计算机上保护整个网段。 